# 深中水上巴士
深中水上巴士是往來廣東省深圳市福永碼頭及中山市中山港客運碼頭的城際渡輪服務，自2017年8月18日起开行，由中山市中港客運聯營有限公司承辦。

## 時刻表
由2020年7月1日起，深中水上巴士增至每日開行六對航班：
- 中山→深圳：08:00、09:40、12:00、15:00、16:45、18:30
- 深圳→中山：08:30、10:00、12:00、14:30、16:30、19:00